# Kaluschsko-Rischskaja-Linie
Die Kaluschsko-Rischskaja-Linie (russisch Калужско-Рижская линия), auch „Linie 6“ oder „orange-farbene Linie“ genannt, ist eine der längsten Linien der Metro Moskau.

## Stationen

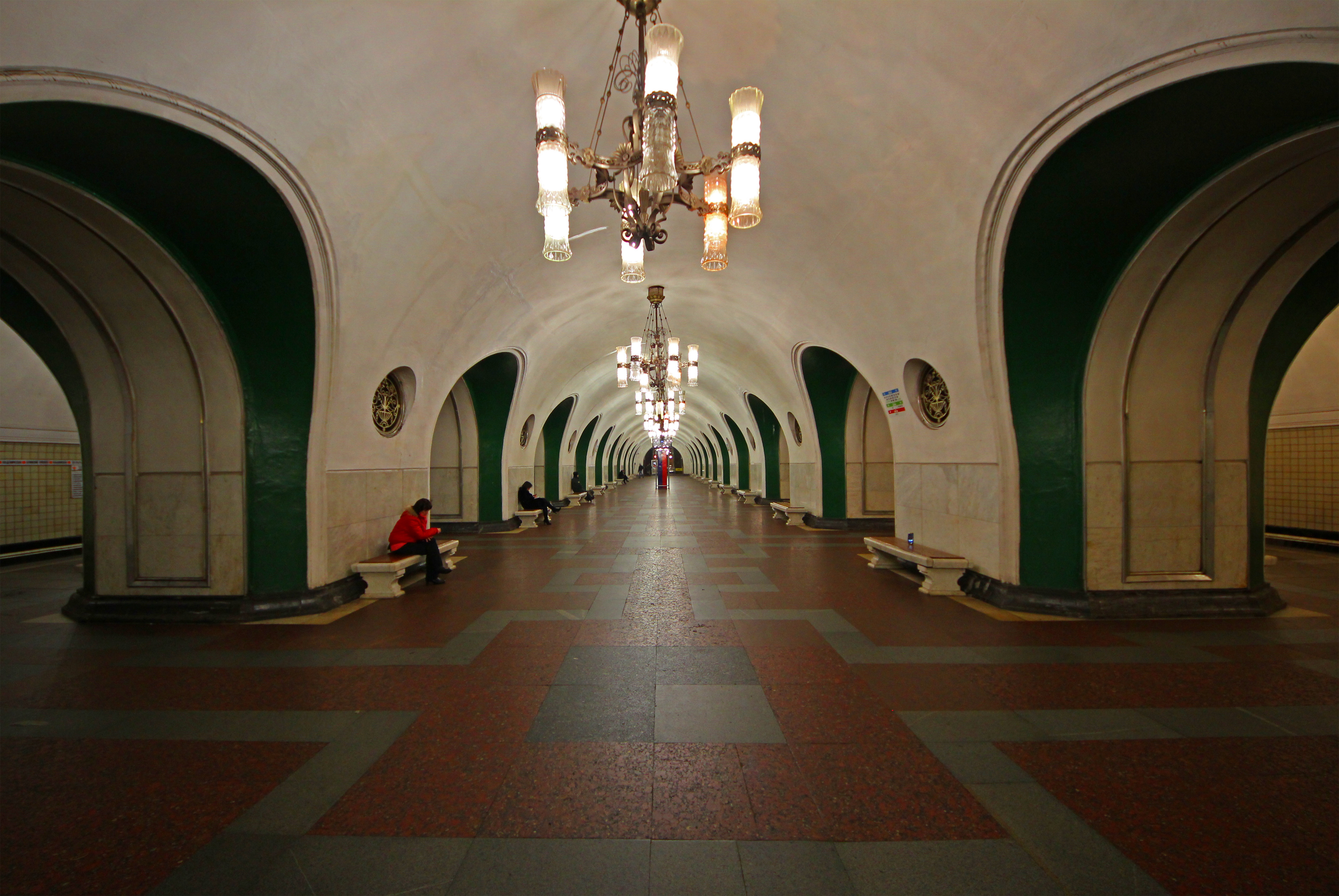
Station WDNCh

- Medwedkowo (Медведковоⓘ/?)
- Babuschkinskaja (Бабушкинскаяⓘ/?)
- Swiblowo (Свибловоⓘ/?)
- Botanitscheski Sad (Ботанический садⓘ/?), Umsteigemöglichkeit zum gleichnamigen Haltepunkt des Moskauer Zentralrings (Linie 14)
- WDNCh (ВДНХⓘ/?)
- Alexejewskaja (Алексеевскаяⓘ/?)
- Rischskaja (Рижскаяⓘ/?)
- Prospekt Mira (Проспект Мираⓘ/?), Umsteigemöglichkeit zur gleichnamigen Station der Ringlinie
- Sucharewskaja (Сухаревскаяⓘ/?)
- Turgenewskaja (Тургеневскаяⓘ/?), Umsteigemöglichkeit zur Station Sretenski Bulwar der Linie 10
- Kitai-Gorod (Китай-городⓘ/?), Umsteigemöglichkeit zur gleichnamigen Station der Linie 7
- Tretjakowskaja (Третьяковскаяⓘ/?), Umsteigemöglichkeit zur gleichnamigen Station der Linie 8 sowie zur Station Nowokusnezkaja der Linie 2
- Oktjabrskaja (Октябрьскаяⓘ/?), Umsteigemöglichkeit zur gleichnamigen Station der Ringlinie
- Schabolowskaja (Шаболовскаяⓘ/?)
- Leninski Prospekt (Ленинский проспектⓘ/?), Umsteigemöglichkeit zum Haltepunkt Ploschtschad Gagarina des Moskauer Zentralrings (Linie 14)
- Akademitscheskaja (Академическаяⓘ/?)
- Profssojusnaja (Профсоюзнаяⓘ/?)
- Nowyje Tscherjomuschki (Новые Черёмушкиⓘ/?)
- Kaluschskaja (Калужскаяⓘ/?)
- Beljajewo (Беляевоⓘ/?)
- Konkowo (Коньковоⓘ/?)
- Tjoply Stan (Тёплый Станⓘ/?)
- Jassenewo (Ясеневоⓘ/?)
- Nowojassenewskaja (Bitzewski Park) (Новоясеневскаяⓘ/? (Битцевский паркⓘ/?))

## Depot und Fahrzeuge
Die Linie hat zwei Depots, nämlich das seit 1962 bestehende Kaluschskoje und seit 1978 auch das Depot Swiblowo. Beide Depots führen ausschließlich Züge des Typs 81-717/714 aus je acht Waggons. Die Aufstockung auf Acht-Wagen-Züge erfolgte 1987, die Umstellung des Fahrzeugparks von der alten Baureihe „E“ auf 81-717/714 wurde im Jahr 1995 abgeschlossen.

## Geschichte

### Entstehung der Linie

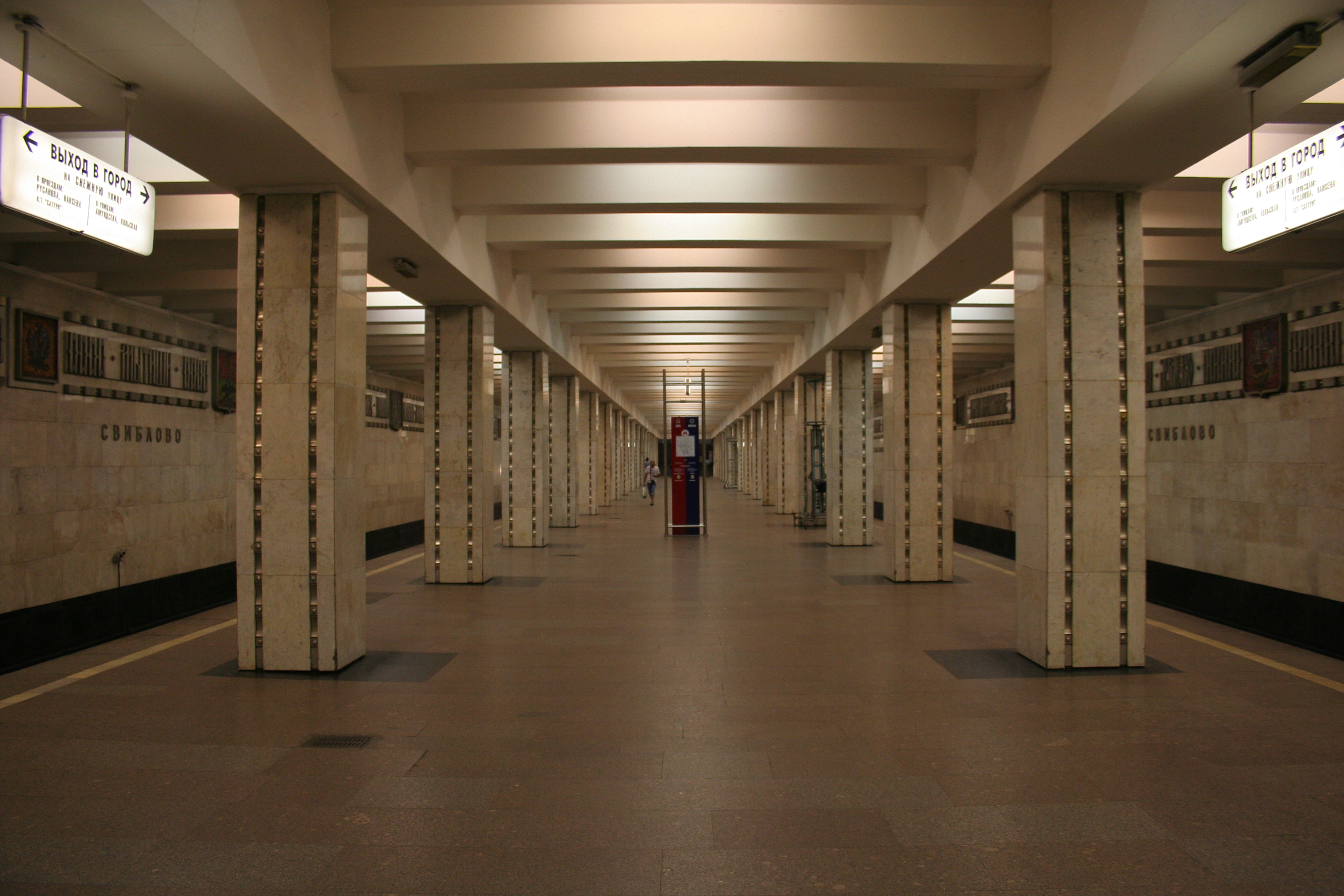
Station Swiblowo

Den Anfang der heutigen Kaluschsko-Rischskaja-Linie bildete der erste Teil ihres nördlichen Außenastes; dieser Abschnitt – 4,5 Kilometer von Prospekt Mira bis WDNCh (letzteres ist die Transkription der Abkürzung für die Ausstellung der Errungenschaften der Volkswirtschaft, in deren Nähe die Station liegt) – wurde am 1. Mai 1958 eröffnet und bekam den Namen „Rischskaja-Linie“. Vier Jahre später ging der südliche Ast in Betrieb, vorläufig „Kaluschskaja-Linie“ genannt; er umfasste 8,1 Kilometer und fünf Stationen von Oktjabrskaja bis Nowyje Tscherjomuschki, wobei die Station Schabolowskaja zu jener Zeit zwar bereits eingeplant, aber – bedingt durch schwierige geologische Gegebenheiten auf dem Abschnitt zwischen Oktjabrskaja und Leninski Prospekt – noch nicht gebaut wurde. 1964 wurde der südliche Ast um 1,5 km und eine Station verlängert; es entstand im Gebäude des neuen Depots Kaluschskoje die provisorische oberirdische Station Kaluschskaja, die danach einige Jahre lang für den Fahrgastwechsel genutzt wurde, bis sie im Jahr 1974, als eine neue, unterirdische Station gleichen Namens plus die Station Beljajewo auf einer 3,6 km langen Verlängerungsstrecke entstand, geschlossen wurde. In den 1970er Jahren ging der aktive Ausbau der beiden Äste sowie der vorgesehenen Verbindung zwischen ihnen weiter. Am 3. Januar 1971 ging die Verlängerung des Südastes um 3,9 km nach Norden bis zur Station Kitai-Gorod (damals Ploschtschad Nogina) in Betrieb, zeitgleich mit der Inbetriebnahme der Nordverlängerung der Linie 7 bis zu derselben Station, an der – erstmals in der Geschichte der Moskauer U-Bahn – eine bahnsteiggleiche Umstiegsmöglichkeit zwischen den beiden Linien vorgesehen wurde. Die endgültige Schließung der zuletzt noch 3,2 km langen Lücke zwischen dem nördlichen und dem südlichen Ast erfolgte am 31. Dezember 1971; die Kaluschskaja- und Rischskaja-Linien „fusionierten“ zur Kaluschsko-Rischskaja-Linie. In den Folgejahren wurde die Linie zusätzlich mehrfach in beide Richtungen erweitert. Zunächst ging 1974 die schon besagte Verlängerung bis Beljajewo in Betrieb; vier Jahre später, am 29. September 1978, wurde die 8,1 km lange Verlängerung nach Norden bis Medwedkowo ihrer Bestimmung übergeben, und erst am 5. November 1980 konnte die bereits erwähnte Station Schabolowskaja auf dem bestehenden Abschnitt eröffnet werden. Die beiden letzten Verlängerungen erfolgten am 6. November 1987 (2,9 km von Beljajewo bis Tjoply Stan) und am 17. Januar 1990 (3,6 km von Tjoply Stan bis Bitzewski Park), womit nun der Ausbau der Linie auch nach Süden hin abgeschlossen wurde.

### Umbenennungen von Stationen

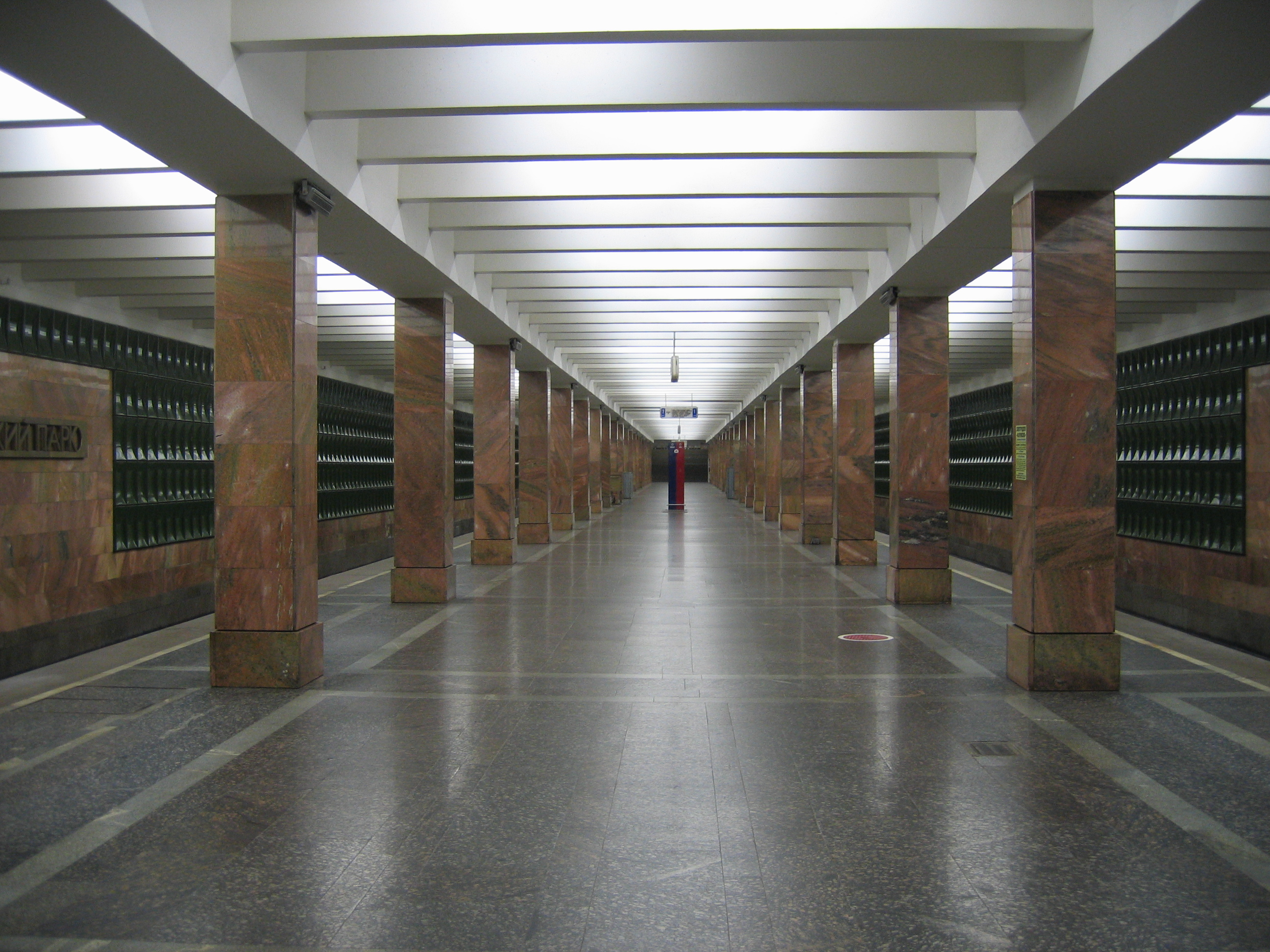
Station Nowojassenewskaja (Bitzewski Park)

Folgende Bahnhöfe der Linie wurden in der Zeit nach ihrer Inbetriebnahme umbenannt:
| Station           | Vorherige Namen     | Jahre     |
| ----------------- | ------------------- | --------- |
| WDNCh             | WSChW               | 1958–1959 |
| Alexejewskaja     | Schtscherbakowskaja | 1966–1990 |
| Alexejewskaja     | Mir                 | 1958–1966 |
| Prospekt Mira     | Botanitscheski Sad  | 1958–1966 |
| Sucharewskaja     | Kolchosnaja         | 1971–1990 |
| Kitai-Gorod       | Ploschtschad Nogina | 1971–1990 |
| Tretjakowskaja    | Nowokusnezkaja      | 1971–1983 |
| Nowojassenewskaja | Bitzewski Park      | 1990–2009 |

Die zum 1. Juni 2009 vollzogene Umbenennung der Station Bitzewski Park in Nowojassenewskaja wurde von der Leitung der Moskauer Metro damit begründet, dass der alte Name für eine künftige Umsteigestation der Butowskaja-Linie, die dort an die Kaluschsko-Rischskaja-Linie angebunden werden sollte, reserviert sei (diese ging schließlich am 27. Februar 2014 in Betrieb). Aus ähnlichen Gründen wurde gleichzeitig die Station Delowoi Zentr der Filjowskaja-Linie in Wystawotschnaja umbenannt (die Station Delowoi Zentr der Kalininskaja-Linie wurde am 31. Januar 2014 eingeweiht). Auch die Umbenennung von Botanitscheski Sad in Prospekt Mira im Jahr 1966 hatte den Grund, dass der Name für die 1978 realisierte Station, die diesen Namen erhielt, vorbehalten wurde. Letztere liegt zudem unweit des namensgebenden, über 300 Hektar großen neueren Botanischen Gartens der Russischen Akademie der Wissenschaften, während sich bei der in Prospekt Mira umbenannten Station der alte, nur 6 Hektar große Garten der Botanischen Fakultät der Lomonossow-Universität befindet.

## Ausbauplanungen
Die Linie gilt heute als weitgehend abgeschlossen. Anfang der 1990er Jahre gab es noch Pläne, eine Verlängerung nach Norden über die Siedlung Tschelobitjewo bis in die Stadt Mytischtschi zu bauen. Da es jedoch im Zusammenhang mit der Kostenaufteilung zu Unstimmigkeiten mit der Regierung der Oblast Moskau kam, auf deren Gebiet die Verlängerungsstrecke liegen würde, wurde das Projekt alsbald vollständig verworfen. Eine weitere Ausbaumöglichkeit bestünde in der Errichtung einer Zwischenstation auf der Strecke Tretjakowskaja–Oktjabrskaja, die eine bislang fehlende direkte Umsteigemöglichkeit zur Linie 9 bieten würde, doch auch von einer Verwirklichung dieses Plans kann allenfalls in einer sehr langfristigen Perspektive die Rede sein. Am 14. Dezember 2009 wurde der Bau dieser Station, die den Namen „Jakimanka“ haben soll, in den Plan für die Entwicklung Moskaus bis 2025 aufgenommen. Probleme bereitet nun ein neu entstandenes Wohngebiet, was in den Planungen der 1990er Jahre noch nicht berücksichtigt wurde.